# Marek Bajor
Marek Antoni Bajor (Kolbuszowa, 10 gennaio 1970) è un ex calciatore polacco, di ruolo difensore.

## Carriera
Con la Nazionale polacca ha vinto la medaglia d'argento ai Giochi olimpici 1992.